# Звонко
Звонко је мушко словенско име. Изведено је од речи „звоно“ или песничког „звон“ (оглашавање звона). У пренесеном значењу ово име упућује на особу која је „отворена, јавна, лако доступна“ или „чувена, славна, гласовита“. У Хрватској и Словенији је ово име деминутив од имена Звонимир. Женска варијанта имена је Звонка.

## Популарност
У Словенији је 2007. ово име било на 84. месту по популарности.